# Conti della Franca Contea di Borgogna
Questo è un elenco di personalità storiche che si sono fregiate del titolo di conti di Borgogna (vale a dire i conti della regione attualmente conosciuta come "Franca Contea" (Franche-Comté), e storicamente nota anche come Libera Contea di Borgogna o Contea Franca di Borgogna, che non deve essere confusa con il vicino Ducato di Borgogna).

## Guelfi
- Corrado I di Borgogna detto il Vecchio, della casata dei Guelfi, ottenne l'investitura a conte di Borgogna, molto probabilmente, dall'imperatore Lotario I, sino alla morte avvenuta nell'863.
- Corrado II di Borgogna detto il Giovane succedette al padre, Corrado I (863-876)
- Rodolfo I di Borgogna succedette come conte al padre, Corrado II (876-888), e alla morte dell'imperatore, Carlo il Grosso (esautorato l'anno prima, nell'887), fu nominato re di Borgogna (Borgogna Transgiurana (la Borgogna Cisgiurana, nello stesso periodo, veniva unita alla Provenza), da un'assemblea di feudatari della Borgogna ed in parte provenienti dall'Alsazia e dalla Lorena. L'assemblea fu tenuta nella contea di Borgogna esattamente nell'abbazia territoriale di Saint-Maurice d'Agaune che si trova nel Vallese (Svizzera).

Nello stesso periodo, il conte di Autun e di Auxerre, Riccardo di Autun, nella Borgogna che dipendeva dal re dei Franchi occidentali, fu elevato al rango ducale (duca di Borgogna).

Dall'888 la contea venne inglobata nel regno di Borgogna Transgiurana. La contea divenne nuovamente autonoma un centinaio d'anni dopo, quando il duca di Borgogna, Enrico I il Grande, la concesse in feudo al proprio figlio adottivo, Guglielmo Ottone.

## Anscarici
- Ottone I Guglielmo (986-1026)
- Renaud I (1026-1057)
- Guglielmo I il Grande (1057-1087, anche conte di Mâcon, 1078-1085)
- Renaud II (1087-1097, anche conte di Mâcon, 1085)
- Stefano I (conte titolare, 1097-1102)
- Renaud III (conte titolare di Borgogna, 1102-1127; conte di Mâcon, 1127-1148, conte di Borgogna, 1127-1148)
  - Guglielmo II il Tedesco (conte de facto, 1097-1125; conte di Mâcon, 1097)
  - Guglielmo III il Bambino (1125-1127; conte di Mâcon, 1125)
- Beatrice I (1148-1184) 
  - sposa Federico Barbarossa (1156-1190; Sacro Romano Imperatore, 1155-1190)

## Hohenstaufen
- Ottone I (1190-1200)
- Giovanna I (1200-1205)
- Beatrice II (1205-1231)
  - sposa Ottone II (1208-1231; duca di Merania, 1204-1231)

## D'Andechs e Merania
- Ottone III (1231-1248; duca di Méranie, 1234-1248)
- Adelaide I (1248-1279)
  - Ugo di Chalon (1248-1266)
  - Filippo I di Savoia (1267-1279)

## Capetingi-Conti di Chalon
- Ottone IV (conte titolare, 1279-1295; conte di Borgogna, 1295-1302; Conte di Chalon, 1267)
- Roberto (conte titolare, 1302-1315)
- Giovanna II (1315-1330; contessa di Artois, 1329-1330)
  - sposa Filippo (1315-1322; conte di Poitiers, 1311; re di Francia e re di Navarra, 1316-1322)

## Capetingi in linea diretta
- Giovanna III di Borgogna (contessa di Artois e di Borgogna, 1330-1347; duchessa di Borgogna, 1318-1347)
  - sposa Eudes IV (duca di Borgogna 1330-1347)

## Capetingi-Duchi della Casa di Borgogna
- Filippo di Rouvre (figlio dei precedenti, conte di Artois e di Borgogna, 1347-1361; duca di Borgogna (1349-1361; conte di Avernia e Boulogne, 1360-1361)

## Capetingi in linea diretta
- Margherita (contessa di Artois e Borgogna, 1361-1382) figlia di Giovanna II e Filippo V di Francia

## Capetingi-Conti di Fiandra
- Luigi de Mâle figlio della precedente (conte di Fiandra, Nevers, Rethel, e Borgogna, duca di Brabante, 1382-1383)
- Margherita III di Fiandra (contessa di Borgogna e Artois, e duchessa di Borgogna, con Filippo di Rouvre, 1357-1361; contessa di Avernia e Boulogne, con Filippo di Rouvre, 1360-1361; contessa di Borgogna, Artois, Fiandre, Nevers, e Rethel, 1383-1405; duchessa di Borgogna, con Filippo II di Borgogna detto Filippo II l'Ardito, 1369-1404)
  - sposa Filippo II di Borgogna detto Filippo II l'Ardito(duca di Borgogna, 1364-1404; Conte di Borgogna, 1383-1404)

## Capetingi-Valois (seconda Casa capetingia di Borgogna)
- Giovanni (conte di Borgogna e Artois, duca di Borgogna, 1405-1419)
- Filippo il Buono (conte di Borgogna e Artois, duca di Borgogna, 1419-1467)
- Carlo il Temerario (conte di Borgogna and Artois, duca di Borgogna, 1467-1477)
- Maria (contessa di Borgogna e Artois, duchessa di Borgogna, 1477-1482)
  - sposa Massimiliano I (conte di Borgogna e Artois, duca di Borgogna, 1477-1482; Sacro Romano Imperatore, 1493-1519)

## Asburgo
- Filippo il Bello (conte e duca di Borgogna, 1482-1506; re di Castiglia, 1506)
- Carlo V d'Asburgo (conte di Borgogna e Artois, 1506-1558; re di Spagna, 1516-1558; Sacro Romano Imperatore, 1519-1558)
- Filippo II di Spagna (re di Spagna, conte di Borgogna e Artois, 1558-1598
- Filippo III di Spagna (re di Spagna, conte di Borgogna e Artois, 1598-1621)
- Filippo IV di Spagna (re di Spagna, conte di Borgogna, 1621-1665; conte di Artois, 1621-1659)
- Carlo II di Spagna (re di Spagna, 1665-1700, conte di Borgogna, 1665-1678)
- Nel 1678 la Contea di Borgogna passa a Maria Teresa di Spagna e Luigi XIV di Francia dopo il Trattato di Nimega; nel 1715, Luigi XV eredita tutto il territorio della Borgogna.